# Stâlpii Lenei
Stâlpii Lenei (în rusă Ленские столбы, transliterat: Lenskie stolbî, în iakută Өлүөнэ туруук хайалара, Ölüöne Turūk Khayalara) este numele dat unei formațiuni naturale de roci formate de-a lungul malurilor râului Lena în partea orientală îndepărtată a Siberiei. Stâlpii au înălțimea de 150–300 m și s-au format într-un bazin maritim existent în era cambriană. Parcul Natural Stâlpii Lenei a fost înscris pe Lista Patrimoniului Mondial în 2012.
Acest loc se află la mai puțin de o zi de plimbare cu barca în susul râului (înspre sud) din orașul Iakutsk, capitala republicii autonome Saha.

## Turism

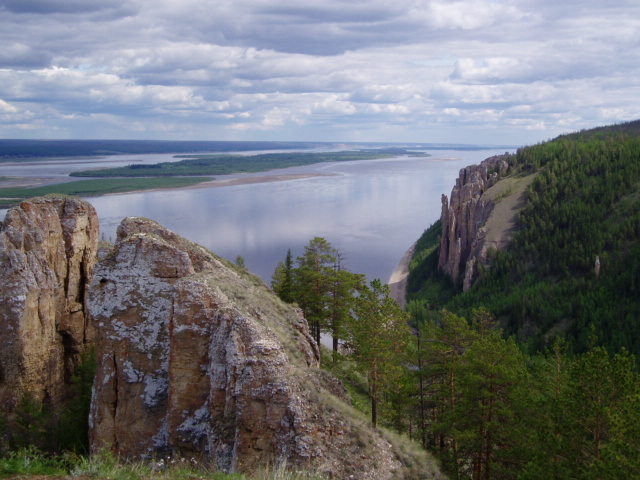
O vedere a stâncii Fecioara singuratică în extrema dreaptă.

Se poate planifica o croazieră pe râu prin contactarea unei agenții de turism din orașul Iakutsk. Cei interesați de limnologie sau ecoturism, precum și alții care vizitează Lacul Baikal, își pot planifica un sejur acvatic cu ajutorul unui ghid din regiunea lacului Baikal; cu toate acestea, trebuie ținut cont de faptul că Iakutsk, cel mai friguros oraș al planetei și locul de unde pornesc croazierele fluviale, se află la aproximativ 1.400 km nord-est de Lacul Baikal.
În această parte a lumii (Siberia) există puține facilități turistice moderne, cu excepția călătoriei cu vas de croazieră pe râul Lena.
Traseele de drumeții prin regiune sunt abrupte și uneori de o calitate precară.

## Geologie
Stâlpii sunt formați din straturi alternante de calcar, marnă, dolomită și ardezie de la începutul erei cambriene medii, care sunt erodate, producând aflorimente colțuroase.
Aceste tipuri de roci sunt formate de obicei în mediile marine, iar stratificarea orizontală și variația verticală indică transgresia/regresia marină; straturile de ardezie reprezintă forme ușor metamorfozate din adâncurile mării.